# Elmenhorst/Lichtenhagen

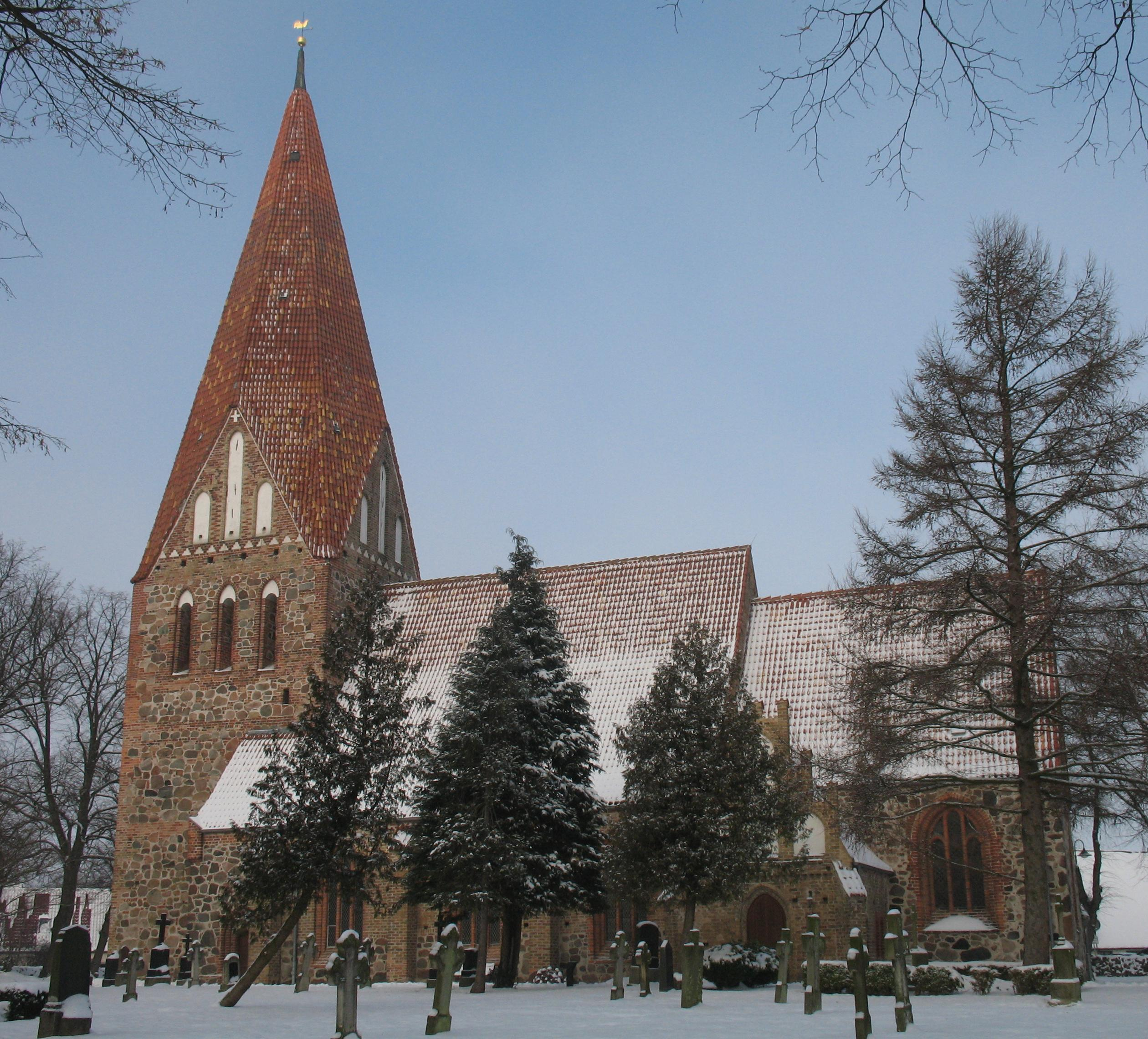
Chiesa

Elmenhorst/Lichtenhagen è un comune del Meclemburgo-Pomerania Anteriore, in Germania.
Appartiene al circondario di Rostock ed è amministrato dall'Amt Warnow-West.

## Storia
Fino al 14 gennaio 1992 il comune era denominato «Elmenhorst»; in tale data assunse la nuova denominazione di «Elmenhorst/Lichtenhagen».